# Pseudolaelia regentii
Pseudolaelia regentii là một loài thực vật có hoa trong họ Lan. Loài này được V.P.Castro & Marçal mô tả khoa học đầu tiên năm 2008.